# Hr.Ms. Zuiderdiep (1947)
De Hr.Ms. Zuiderdiep (M 840, A 904) was een Nederlandse mijnenveger van de Borndiepklasse, vernoemd naar het Zuiderdiep. Het schip is als BYMS 48 van de YMS-klasse gebouwd door de Amerikaanse scheepswerf Gibbs Corp. uit Jacksonville. Na het afronden van de bouw is het schip op 12 maart 1943 overgedragen aan de Britse marine waar het dienst heeft gedaan als BYMS 48. In februari 1947 is het schip overgedragen aan de Nederlandse marine waar het tot 1962 dienst heeft gedaan.